# Gustavo Mohme Llona
Gustavo Mohme Llona (Yapatera, 25 april 1930 - Lima, 23 april 2000) was een Peruviaans bouwondernemer, uitgever van de krant La República en politicus.

## Levensloop
Mohme werd in de regio Piura in Noord-Peru geboren. Door het vroege overlijden van zijn moeder werd hij door zijn grootmoeder aan moederskant opgevoed. Van haar leerde hij waarden als solidariteit, hulp aan elkaar en respect voor de waarheid.
Na de basisschool ging hij naar het Colegio Anglo-Peruano (tegenwoordig het Colegio San Andrés) in Lima, waar hij een schoolgenoot was van Efraín Goldenberg Schreiber, een ondernemer, en minister en premier van Peru tijdens verschillende regeringen van president Alberto Fujimori. Vervolgens ging hij naar de Nationale Technische Universiteit, waar hij tot 1955 civiele techniek studeerde. In 1956 vertrok hij naar Sullana, waar hij leraar werd aan het voormalige Instituto Carlos Augusto Salaverry.
In 1960 richtte hij samen met Arturo Woodman Pollit het bouwbedrijf Woodman & Mohme op. Het bedrijf bracht gebouwen voort als de Club Grau, het Edificio Sudamericano, de Banco Hipotecario en het gemeentehuis in Piura. Mohme was verder directeur van de middelbare technische school Colegio de Ingenieros del Perú.
In 1981 richtte hij de krant La República op, dat tegenwoordig de op een na grootste krant van het land is, en erna El Popular. Hij was lid van de politieke partij Actie van het Volk, maar door onenigheid met president Fernando Belaúnde Terry besloot hij de Socialistische Actie van het Volk (Partido Acción Popular Socialista) op te richten die werd geleid door Edgardo Seoane. Daarna, in 1980, formeerde hij de Socialistische Politieke Actie (Acción Política Socialista, APS), die meedeed met de gemeentelijke en landelijke verkiezingen van 1980. Met deze partij ging hij van 1985 tot 1990 een alliantie aan met Verenigd Links (Izquierda Unida) en tijdens de Peruviaanse congresverkiezingen van 1992 met andere partijen.
Terwijl hij in 2000 zitting had in het Peruviaanse congres voor de coalitie Wij Zijn Peru, overleed hij op 23 april aan een hartaanval. De perszaal van het congres draagt zijn naam als eerbetoon voor zijn bijdragen als krantenuitgever.